# Bêtes de flic
Pour plus de détails, voir Fiche technique et Distribution.
Bêtes de flic est un téléfilm français réalisé par Slimane-Baptiste Berhoun d'après un scénario de Samantha Mazeras.
Cette comédie policière est une production de Dim Sum Entertainment.

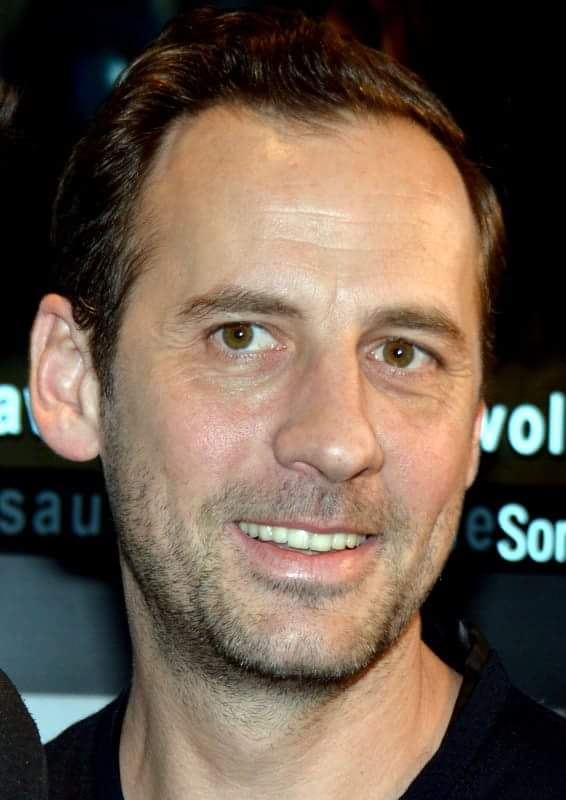
Fred Testot.

## Fiche technique
Sauf indication contraire, les informations mentionnées dans cette section peuvent être confirmées par les bases de données cinématographiques  présentes dans la section « Liens externes ».
- Titre français : Bêtes de flic
- Réalisation : Slimane-Baptiste Berhoun[1]
- Scénario : Samantha Mazeras[1],[2]
- Photographie : Romain Wilhelm[1],[3]
- Producteur : Thomas Plessis
- Société de production : Dim Sum Entertainment[1],[2],[4],[3],[5]
- Pays de production :  France
- Langue originale : français
- Format : couleur
- Genre : comédie policière
- Durée : 90 minutes[2],[3]
- Dates de première diffusion :

## Distribution
- Fred Testot : Jean-François, alias Jeff
- Ophélia Kolb : Angèle
- Benicia Makengele : Vanessa Tamac
- David Salles : Boris
- Lilea Le Borgne : Stella
- Justine Viotty : Nadia
- Iliana Belkhadra : Lila
- Jonathan Lambert : le psy

## Production

### Genèse et développement
Cette comédie policière est une production de Dim Sum Entertainment,,,,.
Le scénario est de la main de Samantha Mazeras et la réalisation est assurée par Slimane-Baptiste Berhoun.
La production est assurée par Thomas Plessis pour Dim Sum Entertainment.

### Tournage
Le tournage a lieu à partir du 1er juillet au 29 juillet 2025 à Paris et en région parisienne,,.